# С-13 (НАР)
С-13 «Тулумбас» (индекс УВ ВВС — 9-А-730) — советская/российская неуправляемая авиационная ракета (НАР), предназначенная для уничтожения самолётов в железобетонных укрытиях, техники и живой силы противника, находящихся в особо прочных укрытиях.
Имеет калибр 122 миллиметра.
Изготовитель — АО «Авиаагрегат», входящее в состав холдинга «Технодинамика» . Механические взрыватели были разработаны Научно-исследовательским технологическим институтом в Балашихе. 
НАР С-13 выпускается с несколькими типами боевых частей. 
Данными ракетами оснащаются различные типы самолётов и вертолётов; пуск ракет производится из подвешиваемых на носителе блоков.

## Тактико-технические характеристики
| С-13ОФ   |  | осколочно-фугасная                                | 1600-3000 | 530 | 122/   | 2898 | 69 | 33/7            | 450 осколков по 25-35 г |
| С-13Д    |  | объёмно-детонирующая                              | 1600-3000 | 530 | 122/   | 3120 | 68 | 32/14.5         | электромеханический мгновенного действия взрыватель У-404, тротиловый эквивалент - 35-40 кг.                                                                               |
| С-13ДФ   |  | Фугасная, снаряжённая объёмно-детонирующей смесью | 1600-3000 | 530 | 122/   | 3105 | 69 | 32,7/19         | Взрыв по фугасному действию эквивалентен 24,5 кг тротила. прошивает бетонные стены толщиной до одного метра, а термобарическая боевая часть срабатывает внутри сооружения. |
| С-13     |  | проникающая                                       | 1100-3000 | 650 | 122/90 | 2540 | 57 | 21/1,82         | Пробивает 3 м грунта и 1 м бетона |
| С-13Т    |  | проникающая + осколочно-фугасная                  | 1100-4000 | 500 | 122/90 | 3100 | 75 | 21+16,3/1,8+2,7 | Пробивает 6 м грунта и 1 м ж/б Площадь поражения ВПП 20 м² |
| С-13ОФС1 |  | осколочно-фугасная                                | до 6000   |     | 122    | 2780 | 70 | 38/15,5         | с неконтактными взрывателями |
| С-13Б    |  |                                                   |           |     |        |      |    |                 | повышенной эффективности |